# Another Sunrise
Another Sunrise è un singolo del gruppo musicale italiano Planet Funk, pubblicato il 6 maggio 2011 come primo estratto dal quarto album in studio The Great Shake  che vede la partecipazione della voce del cantante Alex Uhlmann.

## Promozione
Il singolo è stato utilizzato come colonna sonora dello spot della Hyundai i20 Sound Edition.

## Video musicale
Il 16 giugno è stato reso disponibile sul canale YouTube della Universal Music il videoclip del brano, diretto da David Gallo. Il video mostra il gruppo lanciarsi col paracadute.

## Tracce
Download digitale
1. Another Sunrise – 3:58